# Bd BOUM
 (janvier 2023).
 (janvier 2023).
bd BOUM est un festival de bande dessinée se déroulant chaque année fin novembre à Blois. Gratuit, il est, sur le plan de la fréquentation, l'un des plus importants de France.
Tous les ans pendant trois jours, le festival accueille environ 23 000 visiteurs, plus de 170 auteurs et 70 exposants,,,.

## Historique
Le festival est créé au début des années 1980 par plusieurs acteurs culturels locaux, menés par José Poulin, issus de la Fédération des Œuvres Laïques du Loir-et-Cher, de l'Association de Loisirs et d'Éducation Populaire et de l'AJBD, une association de jeunes blésois créateurs d'un fanzine de bande dessinée. De leur union naît le VLAN, acronyme de Val de Loire ANimation. Dès le départ, l'objectif est imprégné d’une volonté de travailler avec les scolaires. Le nom de l'association sera modifié en 1991 pour devenir le nom actuel bd BOUM. La manifestation s'est développée pendant les années Jack Lang, maire de Blois de 1989 à 2002.
Le festival s'est déroulé dans le château royal de Blois de 1985 à 1995. Depuis 1996, les festivités ont lieu à la Halle aux Grains où bd BOUM a trouvé ses marques. Les trois directeurs successifs du festival sont : José Poulin (1985-1996), Maryse Bourgeois (1996-2002) et Bruno Genini, l'actuel directeur, en poste depuis 2004. Le 9 février 2015, La Maison de la BD a ouvert ses portes et y accueille l'association au 3 rue des Jacobins,,.

## Prix décernés

### Grand Boum
Depuis 1998, bd BOUM récompense un auteur pour la qualité de l'ensemble de son œuvre. Le lauréat se voit remettre une récompense financière et une exposition lui sera dédiée lors du prochain festival, pour lequel il devra réaliser l'affiche. Le jury est composé des membres de bd BOUM, de journalistes et d'historiens de la bande dessinée, ainsi que des précédents Grand Boum.
Grand Boum-Caisse d'épargne
- 1998 : René Hausman
- 1999 : Michel Crespin
- 2000 : José Muñoz
- 2001 : Miguelanxo Prado
- 2002 : François Bourgeon
- 2003 : Rubén Pellejero

Grand Boum
- 2004 : Dupuy-Berberian
- 2005 : Lorenzo Mattotti
- 2006 : Baru

Grand Boum-Ville de Blois
- 2007 : Jean-Claude Denis
- 2008 : David B.
- 2009 : Emmanuel Guibert
- 2010 : Jean-Pierre Gibrat
- 2011 : Christian Lax
- 2012 : Cosey
- 2013 : Étienne Davodeau
- 2014 : Annie Goetzinger
- 2015 : Nicolas de Crécy
- 2016 : Jean Solé
- 2017 : René Pétillon
- 2018 : Emmanuel Lepage
- 2019 : Émile Bravo[11]
- 2020 : Posy Simmonds[12]
- 2021 : Édith[13]
- 2022 : Joost Swarte[14]

### Prix Jacques-Lob
Créé en 1991, ce prix récompense un scénariste ayant publié plusieurs albums. Jusqu'en 1993, la remise des prix est itinérante. En 1994, il se sédentarise à Blois et est remis chaque année par Couetsch Bousset-Lob, femme du scénariste décédé le 24 mai 1990.

### Prix Nouvelle République
Ce prix récompense un-e auteur-rice de la région de la zone de diffusion du quotidien. (Centre-Val de Loire, Poitou-Charentes, Pays de la Loire). Les membres du jury sont Christophe Gendry, directeur départemental La Nouvelle République 41, Natacha Monhoven, directrice adjointe La Nouvelle République 41, Nicolas Albert journaliste La Nouvelle République 86,Jean Charles Enriquez, président de bd BOUM, Bruno Genini, directeur de bd BOUM et le précédent lauréat.
- 1995 : Laurent Theureau, La turquoise maléfique, Casterman
- 1996 : Régis Loisel, Peter Pan, Vents d'Ouest
- 1997 : Pascal Rabaté, Un dans le fruit, Vents d'Ouest
- 1998 : Étienne Davodeau, Le réflexe de survie, Delcourt
- 1999 : Fabrice Lebeault, Horlogium, Delcourt
- 2000 : André Chéret, Rahan, Ed. Lecureux
- 2001 : Marc-Antoine Mathieu, Julius Corentin Acquefacques, Delcourt
- 2002 : Olivier Supiot, Éric Omond, Le Dérisoire, Glénat
- 2003 : Nathalie Bodin, Ourachima le Brave, Delcourt
- 2003 : Christopher, Les filles, Carabas
- 2004 : Relom, Andy et Gina, Fluide glacial
- 2005 : Li-An, Fantômes Blancs, Dargaud
- 2006 : Luc Brunschwig, Etienne Le Roux, La mémoire dans les poches, Futuropolis
- 2007 : Cyril Pedrosa, Trois Ombres, Delcourt
- 2008 : Mickaël Roux, Le passeur, Carabas
- 2009 : Marc-Antoine Mathieu, Dieu en personne, Delcourt
- Prix spécial NR 2009 : Stéphane Levallois, La résistance du sanglier, Futuropolis
- 2010 : Élodie Durand, La parenthèse, Delcourt
- Prix spécial NR 2010 : Daniel Fuchs, Mes années bêtes et méchantes, Drugstore
- 2011 : Simon Hureau, Intrus à l'étrange, La Boite à Bulles
- 2012 : David Prudhomme, La traversée du Louvre, Futuropolis/Louvre Edition
- 2013 : Aurélien Ducoudray, Clichés de Bosnie, Futuropolis
- 2014 : Dominique Bertail, Omaha Beach, 6 juin 1944, Dupuis, coll. « Aire libre »
- 2015 : Luz, Catharsis, Futuropolis
- 2016 : Aurélien Ducoudray, L’Anniversaire de Kim Jong-il, Delcourt
- 2017 : Laurent Astier, Face au mur, Casterman
- 2018 : Terreur Graphique, Le Pouvoir de la satire (scénario de Fabrice Erre), Dargaud
- 2019 : Fabrice Meddour, Après l'enfer, Bamboo
- 2020 : Titwane, Le Charles de Gaulle : Immersion à bord du porte-avions nucléaire, Éditions de La Martinière[15]
- 2021 : David Prudhomme, Du bruit dans le ciel, Futuropolis[16]
- 2022 : Mathieu Siam, Les frontières du Douanier Rousseau, Édition Michel Lafon[17]

### Prix Région Centre (puis Centre-Val de Loire)
Le jury est composé de représentants du conseil régional, des membres du conseil d'administration de bd BOUM et des permanents de l’association.
- 2002 : Farid Boudjellal, Mémé d'Arménie, Soleil
- 2003 : Didier Lefèvre, Emmanuel Guibert, Frédéric Lemercier, Le photographe, Dupuis
- 2004 : Bruno Ricard, Sylvain Ricard, Christophe Gaultier, Beyrouth Clichés1990, Humanoïdes Associés
- 2005 : Louis Alloing, Pierre Henry, Dans la Secte, La Boite à Bulles
- 2006 : Ludovic Debeurme, Lucille, Futuropolis
- 2007 : Éric Corbeyran, Olivier Berlion, Rosangella, Dargaud
- 2008 : Jung, Couleur de peau : miel, Quadrants Solaires
- 2009 : Denis Robert, Lindingre, Laurent Astier, L'affaire des affaires, Dargaud
- 2010 : Jul' Maroh, Le bleu est une couleur chaude, Glénat
- 2011 : Jérôme Ruillier, Les Mohamed, d'après Mémoires d'immigrés de Yamina Benguigui, Sarbacane
- 2012 : Igort, Les Cahiers russes, Futuropolis
- 2013 : Aurélien Ducoudray et François Ravard, Clichés de Bosnie, Futuropolis
- 2014 : Céline Fraipont et Pierre Bailly, Le Muret, Casterman, coll. « Écritures »
- 2015 : Rodéric Valambois, Mal de mère, Soleil
- 2016 : Zerocalcare, Kobane Calling, Cambourakis
- 2017 : Espé, Le Perroquet, Glénat
- 2018 : Fabien Toulmé, L'Odyssée d'Hakim, Delcourt
- 2019 : Aude Mermilliod, Il fallait que je vous le dise, Casterman
- 2020 : Simon Hureau, L’Oasis, Dargaud
- 2021 : Coco, Dessiner encore, Les Arènes BD[18]
- 2022 : Quentin Zuttion, La dame blanche, Le Lombard[19]

### Prix Ligue de l'Enseignement 41 pour le Jeune Public
Ce prix récompense une bande dessinée pour les 6-10 ans. Dans un premier temps, un jury d'adultes réalise une présélection de trois à cinq albums. Les ouvrages ainsi présélectionnés seront lus par un jury finaliste, composé d'enfants d'écoles du département de Loir-et-Cher.
- 1995 : Jean-Luc Cornette, Maxime Maximum, Casterman
- 1996 : Éric Corbeyran et Olivier Berlion, Le cadet des Soupetard, Dargaud
- 1997 : Éric Omond et Yoann, Toto l’ornithorynque, Delcourt
- 1998 : Denis Lapière, Pierre Bailly, Vincent Mathy, Ludo, Dupuis
- 1999 : Jean-Luc Loyer, Victor et Barsacane le dragon, Delcourt
- 2000 : Dave McKean et Neil Gaiman, Le jour où j'ai échangé mon père contre deux poissons rouges, Delcourt
- 2001 : Carine De Brab, Choco, Baraka, la Cata, Casterman
- 2002 : Fabrice Lebeault, Félix contre le nuage qui changeait tout, Delcourt
- 2003 : Corcal et Édith, Le trio Bonaventure, la Maison jaune, Delcourt
- 2004 : Alfred et David Chauvel, Octave et la daurade royale, Delcourt
- 2005 : Jean-David Morvan, Nicolas Nemiri, Hyper l'Hyppo, Delcourt
- 2006 : Émile Bravo, La faim des sept ours nains, Éditions du Seuil
- 2007 : Jean Regnaud et Émile Bravo, Ma Maman est en Amérique, Gallimard
- 2008 : Nob, Mamette l'Age d'Or, Glénat
- 2009 : Messina et Lepitec, José Lapin, Emmanuel Proust éditions et Nicolas Némiri, Jean-David Morvan, Annie Zoo, Delcourt
- 2010 : Nob, Les souvenirs de Mamette t. 1, Glénat
- 2011 : Brigitte Luciani et Eve Tharlet, M. Blaireau et Mme Renarde t. 4, Jamais Tranquille !, Dargaud
- 2012 : Christophe Lemoine et Cécile, Clara, Le Lombard
- 2013 : Crisse et Fred Besson, Kalimbo, Soleil
- 2014 : Joris Chamblain et Aurélie Neyret, Les Carnets de Cerise : Le Livre d’Hector, collection Métamorphose, Soleil
- 2015 : Marzena Sowa et Aude Soleilhac, Histoire de poireaux, de vélos, d’amour et autres phénomènes, Bamboo
- 2016 : Martin Desbat, Le Chasseur de rêves - Gare au bétopotame !, Sarbacane
- 2017 : Jonathan Garnier et Rony Hotin, Momo t. 1, Casterman
- 2018 : Carbone et Gijé, La Boîte à musique t. 1- Bienvenue à Pandorient, Dupuis
- 2019 : Jonathan Garnier et Yohan Sacré, Timo l'aventurier t. 1, Le Lombard
- 2020 : Charlotte Girard, Jean-Marie Omont et Aurélie Neyret, Lulu et Nelson t. 1 Cap sur l'Afrique, Soleil
- 2021 : Émilie Clarke, Violette et les lunettes magiques, Biscoto[21]
- 2022 : Carbone, Cee Cee Mia et Marko, La brigade des souvenirs - La lettre de Toinette, Dupuis[22]

### Prix Conseil départemental (ex-Prix du Conseil général)
Depuis 2005, le prix Conseil départemental de Loir-et-Cher distingue une bande dessinée pour les 11-15 ans. Le jury est composé de collégiens du Loir-et-Cher.
- 2005 : François Roussel, Matt et Higgins, Soleil
- 2006 : Fabien Vehlmann et Bruno Gazzotti, Seuls t. 1, Dupuis
- 2007 : Laurent Galandon et Arno Monin, L'envolée sauvage t. 1, Bamboo
- 2008 : Bertrand Escaich et Fred Vervisch, Chinn t. 1, Bamboo
- 2009 : Jean-Blaise Djian, David Etien et Olivier Legrand, Les Quatre de Baker Street t. 1, Vents d'Ouest
- 2010 : H. Tonton, Petits Bonheurs t. 1, Vents d'Ouest
- 2011 : Olivier Milhaud et Julien Neel, Le Viandier de Polpette, Gallimard
- 2012 : Zidrou et Serge Ernst, Boule à zéro t. 1, Bamboo
- 2013 : Bruno Dequier, Louca, Dupuis
- 2014 : Charlotte Bousquet et Stéphanie Rubini, Mots rumeurs, mots cutter, Gulf Stream.
- 2015 : Vincent Dugomier et Benoît Ers, Les enfants de la Résistance, Le Lombard
- 2016 : Jean-Michel Darlot et Johan Pilet, Ninn, t. 1 La Ligne noire, Kennes
- 2017 : Ulysse Malassagne, Le Collège noir t. 1 Le Livre de la lune, Milan
- 2018 : Joris Chamblain et Anne-Lise Nalin, Journal d'un enfant de la Lune, Kennes
- 2019 : Makyo et Alessia Buffolo, Obie Koul t. 1, Un week-end sur deux chez mon père, Kennes
- 2020 : Cee Cee Mia et Lesdeuxpareilles,Au-delà des étoiles t. 1 La naissance d’un crew, Dupuis
- 2021 : Aveline Stokart, et Kid Toussaint, Elles - La nouvelle(s), Le Lombard[24]
- 2022 : Béka et Thomas Labourot, A-Lan - Le secret de Wabisabi, Dupuis[25]

### Prix Jeune Talent
Depuis 2018, cette récompense aide un auteur en voie de professionnalisation.
Bourse Tremplin Caisse d'épargne :
- 2018 : Nicho Niphroa, L'auberge aux milles nuages
- 2019 : Nicolas Savoye, Promis
- 2020 : Violette Vaïsse, La Tempête

Horizon Jeune Talent :
- 2021 : Matao, Dark Quentin[26]

Prix jeune Talent - La SAIF :
- 2022 : LK Imany, Hanout Magic[27]

## Édition
- 1991 : Les Scénaristes, Patrick Gaumer, Rodolphe, Bagheera
- 1992 : Les séries serials or not serials ? Patrick Gaumer, Rodolphe, Bagheera
- 1993 : Les éditeurs, Patrick Gaumer, Rodolphe, Bagheera
- 1997 : Faut-il brûler les mangas ? Patrick Gaumer, Rodolphe, bd BOUM Éditeur[3]
- 1998 : Algérie la douleur et le mal, Collectif, bd BOUM Éditeur
- 1999 : Paroles de taulards, Éric Corbeyran – collectif, Delcourt
- 2001 : Paroles de taule, Éric Corbeyran – collectif, Delcourt ; La prison au jour le jour, bd BOUM, Harmattan
- 2003 : Paroles de parloirs, Éric Corbeyran – collectif, Delcourt ; Réapprendre au jour le jour, bd BOUM, Harmattan
- 2004 : Jeunes, des nouvelles de la Cité, Éric Omond – collectif, La comédie illustrée
- 2005 : Paroles de sourds, Bénédicte Gourdon - Éric Corbeyran - collectif, Delcourt ; BD en classe, bd BOUM, SCÉRÉN-CRDP Académie d'Orléans-Tours
- 2006 : Paroles de tox, Philippe Thirault – collectif, Futuropolis
- 2007 : Transports sentimentaux, Collectif, La Boite à Bulles
- 2008 : Paroles d’illettrisme, Luc Brunschwig – collectif, Futuropolis
- 2009 : S’initier à la BD en primaire, bd BOUM, CRDP de Poitou-Charente
- 2010 : Immigrants, Christophe Dabitch – collectif, Futuropolis
- 2012 : Gaspard et le phylactère magique, Alain Dary, Michaël Roux, Dawid, EP Éditions ; Dust Bowl, Collectif, Association MARS - BD Music
- 2013 : Les gens normaux, paroles lesbiennes gay bi trans, collectif, Hubert, Les Rendez-vous de l'histoire, Casterman (traduit à Taïwan, édition Faces Publications, 2019)
- 2014 : Papa ne sait pas, Bastien Griot, Alain Dary et Cécile, co-édité par Glénat et bd BOUM
- 2015 : La fée, le fantôme et la petite fille aux grandes oreilles, Michel Maraone, Annie Bouthémy, co-édité par Bilboquet, Observatoire Loire et bd BOUM
- 2016 : Arthur ou la vie de château, Bastien Griot, Henoch Nsangata, co-édité par Des ronds dans l'O et bd BOUM
- 2017 : Gaspard et le phylactère magique, Alain Dary, Michaël Roux, Dawid, co-édité par Mosquito et bd BOUM
- 2018 : La troisième population, Aurélien Ducoudray, Jeff Pourquié, co-édité par Futuropolis et bd BOUM (traduit aux États-Unis, édition Graphic Medicine, 2020)
- 2018 : Mystères à la Maison de la Magie, Thierry Bonneyrat, Laurent Tardy, co-édité par Bilboquet et bd BOUM
- 2020 : Plaidoyer pour les histoires en forme de champs de blé et de flamme d'allumette soufrée[28], sous la direction de Frédéric Debomy avec Pablo Auladell, Edmond Baudoin, Olivier Bramanti, Andrea Bruno, Manuele Fior, Violaine Leroy, Dave McKean et Yao-Ching Tseng, PLG Editions
- 2020 : On se reposera plus tard Brigitte Luciani, Claire Le Meil, édition Steinkis
- 2022 : collectif, rétroViseur, Editions bd BOUM-Roxette[29]
- 2022 : Claire Godard, Khassatu Ba, Le Théâtre d'Enzo, Edition des Ronds dans l'O[30]